# Forever, Michael
A Forever, Michael Michael Jackson amerikai pop- és R&B-énekes negyedik szólóalbuma, egyben utolsó stúdióalbuma a Motown Records kiadónál. Az album 1975-ben jelent meg, Jackson ekkor 16 éves volt.
Az albumot a zenei kritikusok általában jól fogadták, azonban Jackson korábbi stúdióalbumaival ellentétben az album nem volt világszerte sikeres. Az Egyesült Államok Billboard 200-as listán a 101. helyezést érte el. Az albumból világszerte több mint egymillió példány talált gazdára. Az album több mint 30 perces, R&B, pop, soul stílusú dalokat tartalmaz. Az albumról három kislemezt jelentettek meg, mely több slágerlistára is felkerült.
Az album zenei anyagát Jackson halála után egy 3 lemezes válogatáslemezen a Hello World: The Motown Solo Collection is hallható.

## ELőzmények
Ez volt a 4. szóló stúdióalbum, melyet Jackson a Motown Records által adott ki, mielőtt távozott volna a kiadótól. A The Jackson 5 és Jackson, kivéve Jermaine-t, aki a Motown-nál maradt - a többiek elhagyták a kiadót, és a CBS-hez szerződtek. Az album zenei stílusváltozás volt, mely simább hangvételű volt, mely később az Epic Recordsnál is megmutatkozott a később kiadott dalaiban.
1981-ben a Motown megjelentette a One Day in Your Life című dalt, mely a 6. legjobban fogyó kislemez volt az Egyesült Királyságban. A dal az azonos címet viselő válogatás albumra is felkerült.
A CD változat borítóján a fehér szegélyt eltávolították Jackson fényképe körül, így a kép nagyobbnak látszik, és nincs háttér. A borítón lévő szöveg egyszerűbb betűtípussal sorolja fel a közreműködőket.

## Az album dalai
| 1. | We're Almost There     | Edward Holland, Jr., Brian Holland | 3:41 |
| 2. | Take Me Back           | Edward Holland, Jr., Brian Holland | 3:29 |
| 3. | One Day in Your Life   | Sam Brown III, Renée Armand        | 4:15 |
| 4. | Cinderella Stay Awhile | Mack David, Michael Burnett Sutton | 3:11 |
| 5. | We've Got Forever      | Mack David, Elliot Willensky       | 3:12 |

| 1. | Just a Little Bit of You | Edward Holland, Jr., Brian Holland                   | 3:14 |
| 2. | You Are There            | Sam Brown III, Randy Meitzenheimer, Christine Yarian | 3:23 |
| 3. | Dapper-Dan               | Hal Davis, Royce Esters, Don Fletcher                | 3:08 |
| 4. | Dear Michael             | Hal Davis, Elliot Willensky                          | 3:37 |
| 5. | I'll Come Home to You    | Freddie Perren, Christine Yarian                     | 3:05 |

## Közreműködők
- Hangmérnök: Russ Terrana, L. T. Horn
- A felvétel készült: Motown Recording Studio, Hollywood
- Borítófotó: Jim Britt
- Borítóterv: TM Design

## Slágerlista
| Slágerlista (1975)                     | Legjobb helyezés |
| -------------------------------------- | ---------------- |
| USA Billboard 200                      | 101              |
| USA Top R&B/Hip-Hop Albums (Billboard) | 10               |